# Jean-Louis Delmotte
Pour les articles homonymes, voir Delmotte.
Jean-Louis Delmotte (Brest, 12 janvier 1752-Lambézellec, 13 juillet 1816), est un officier de marine français.

## Biographie
Il débute dans la Marine comme mousse sur le vaisseau Défenseur en juin 1761. Après dix campagnes aux Antilles, il devient aide pilote en 1775 puis second pilote en 1776 et sert dans l'escadre de d'Orvilliers sur le Saint-Esprit en 1779-1780. 
Passé sur le Duc-de-Bourgogne comme officier auxiliaire dans l’escadre de Ternay qui est chargée du transport du corps d'armée Rochambeau en Amérique, il participe au combat du 20 juin 1780 près des Bermudes et aux deux batailles de la Chesapeake du 16 mars et 5 septembre 1781 puis à la prise de Saint-Christophe en janvier 1782 et aux deux combats des Saintes des 9 et 12 avril 1782. 
Après la paix, en 1783, il sert sur le Courrier en Amérique et est admis définitivement dans la Marine royale avec le grade de sous-lieutenant de vaisseau (mai 1786). 
En 1790, il commande l' Espiègle puis, lieutenant de vaisseau (1792), le Superbe en Méditerranée. Capitaine de vaisseau (janvier 1793), il est nommé major général de la marine à Brest, fonction qu'il conserve sur la Montagne dans l’escadre de Villaret de Joyeuse. 
Contre-amiral (novembre 1793), il participa aux Journées de Prairial an II (29 mai-1er juin 1794) et commanda fin juin 1794, sur le Tonnant, la 2e escadre de Méditerranée. En septembre 1796, il est commandant des armes à Brest puis devient chef d'état-major et commandant par intérim de l'armée navale de l'Océan (1798-1799) avant de prendre la tête de la 1re escadre dans l'armée navale sous les ordres de Bruix (1799) dont il est le major général sur l' Alliance, l'Océan et le Terrible (en). 
Commandant en chef de l'armée navale avec pavillon sur le Républicain (1801), il commande une division sur le Scipion pendant l'expédition de Saint-Domingue (1801-1802) et prend sa retraite en octobre 1803. 